# Taphina
Taphina là một chi bọ cánh cứng trong họ Chrysomelidae.
Chi này được miêu tả khoa học năm 1885 bởi Duvivier.

## Các loài
Chi này gồm các loài:
- Taphina dimidiata (Duvivier, 1885)